# Якоб Глеснес
Якоб Глеснес (норв. Jakob Glesnes, нар. 25 березня 1994, Сетра, Норвегія) — норвезький футболіст, центральний захисник клубу МЛС «Філадельфія Юніон».

## Ігрова кар'єра
Грати у футбол Якоб Глеснес починав у клубах нижчих дивізіонів чемпіонату Норвегії. 2015 рік футболіст провів у клубі Другого дивізіону «Асане».
Якоб Глеснес був на оглядинах у ряді норвезьких клубів, а також у «Ліверпулі» та данському «Копенгагені». Зрештою футболіст отримав запрошення від клубу Тіппеліги «Сарпсборг 08», де він також провів лише рік.
З другої половини сезону 2016 року Глеснес приєднався до клубу «Стремсгодсет». У 2018 році Глеснес у ролі капітана команди виводив «Стремсгодсет» на фінальний матч Кубка Норвегії, де його команда поступилася «Русенборгу».
31 січня 2020 року Глеснес підписав контракт з клубом МЛС «Філадельфія Юніон». Свій перший гол за «Юніон» Глеснес забив з 35 ярдів у ворота «Лос-Анджелес».
У 2016 році Якоб Глеснес провів три матчі у складі молодіжної збірної Норвегії.

## Досягнення
Філадельфія Юніон
- Supporters' Shield: 2020